# Aphodius scrofa
Aphodius scrofa là một loài bọ cánh cứng trong họ Scarabaeidae. Loài này được Fabricius miêu tả khoa học năm 1787.